# Hololena dana
Hololena dana là một loài nhện trong họ Agelenidae.
Loài này thuộc chi Hololena. Hololena dana được Ralph Vary Chamberlin & Wilton Ivie miêu tả năm 1942.